# Katastrofa lotu Yeti Airlines 103
Katastrofa lotu Yeti Airlines 103 – miała miejsce 8 października 2008 roku w Nepalu. Samolot De Havilland Canada DHC-6 Twin Otter (nr rej. 9N-AFE), linii Yeti Airlines (lot nr 103), lecący z Katmandu z 19 osobami na pokładzie, rozbił się w czasie podchodzenia do lądowania na lotnisku Tenzing-Hillary airport w Lukli. W katastrofie zginęło 18 osób, jedna przeżyła.

## Lotnisko
Lotnisko Tenzing-Hillary w Lukli jest miejscem przylotu turystów, chcących dostać się na szczyt Mount Everest. Lotnisko to słynie ze swego trudnego położenia – pas startowy ma zaledwie 550 metrów długości, 20 metrów szerokości i jest położony na wzniesieniu, nad lotniskiem bardzo często występują mgły.

## Ofiary katastrofy
Na pokładzie samolotu znajdowało się 14 turystów, z czego 12 było obywatelami Niemiec, a dwóch - Australii. Katastrofę przeżył tylko Surendra Kunwar, który był pilotem samolotu.
| Kraj      | Pasażerowie | Załoga | Razem | Ofiary śmiertelne | Ocaleni |
| --------- | ----------- | ------ | ----- | ----------------- | ------- |
| Niemcy    | 12          | -      | 12    | 12                | -       |
| Nepal     | 2           | 3      | 5     | 4                 | 1       |
| Australia | 2           | -      | 2     | 2                 | -       |
| Razem     | 16          | 3      | 19    | 18                | 1       |

## Inne katastrofy
24 sierpnia 2010 roku w okolicach miasta Shikharpur, rozbił się samolot Dornier Do 228, należący do linii Agni Air, który również odbywał lot na linii Katmandu – Lukla. W katastrofie tej śmierć poniosło 14 osób – wszyscy na pokładzie.